# Rosult
Rosult é uma comuna francesa na região administrativa de Altos da França, no departamento do Norte. Estende-se por uma área de 8.16 km². Em 2010 a comuna tinha 1 941 habitantes (densidade: 237,9 hab./km²).